# الفلبينيون في الكويت
الفلبينيون في الكويت هم المواطنون الفلبينيون المغتربون في دولة الكويت، بلغ عددهم في منتصف عام 2016 حوالي أكثر من 190 ألف شخص يعملون في قطاعات مختلفة كالصحة والهندسة والخدم، وهُم بذلك يُشكلون أكبر ثالث جالية في الكويت بعد الهند ومصر.